# Експозиційна терапія
Експозиційна терапія — це метод поведінкової терапії для лікування тривожних розладів. Експозиційна терапія передбачає вплив цільового пацієнта на джерело тривоги або його контекст, без наміру викликати будь-яку небезпеку (десенсибілізація). Вважається, що це допоможе їм подолати тривогу чи дистрес. Процедурно це схоже на парадигму зникнення страху, розроблену для вивчення лабораторних гризунів. Численні дослідження продемонстрували його ефективність у лікуванні таких розладів, як: генералізований тривожний розлад, соціальний тривожний розлад, обсесивно-компульсивний розлад, посттравматичний стресовий розлад («ПТСР») і специфічні фобії.

## Використання

### «ГТР»
Існують емпіричні докази того, що експозиційна терапія може бути ефективним методом лікування для людей із генералізованим тривожним розладом, посилаючись на життєву експозиційну терапію (вплив через реальну життєву ситуацію), яка має більшу ефективність, ніж уявне висвітлення генералізованої тривожного розладу. Метою життєвої експозиційної терапії є сприяння емоційної регуляції за допомогою систематичного та контрольованого терапевтичного впливу травматичних стимулів. Експозиційна терапія також є дієвим методом для дітей, які борються з тривогою.

### Фобія
З усіх відомим методів лікування фобій, експозиційна терапія є найуспішнішим. Кілька опублікованих метааналізів включали дослідження одно- та тригодинного лікування фобій за допомогою уявної експозиційної терапії. Під час подальшого спостереження після лікування через чотири роки 90% людей отримали, та зберегли, значне зниження страху, уникнення, та загального рівня пригніченості; а 65% більше взагалі не відчували жодних симптомів певної фобії.
Агорафобія та соціальний тривожний розлад є прикладами фобій, які успішно лікуються експозиційною терапією.

### «ПТСР»
Експозиційна терапія при «ПТСР» передбачає вплив на пацієнта стимулів, що викликають посттравматичний стресовий розлад, з метою послаблення нейронних зв'язків між тригерами та спогадами про травму (десенсибілізація). Вплив може містити такі практики:
- триґер з минулого пацієнта («життєво», англ. «in vivo»)
- уявний тригер («уявно», «imaginal»)
- відкриття віртуальної реальності[en]
- викликане почуття, породжене фізичним шляхом («інтероцептивне»)[a].

Існуюють наступні форми терапії:
- Імплозія – піддавання пацієнта безпосередньому впливу триґерного стимулу, одночасно змушуючи його не відчувати страху.
- Систематична десенсибілізація (така ж «поступова експозиція») – поступове піддавання пацієнта все більш яскравим переживанням, які пов'язані з його травмою, але не викликають посттравматичний стрес.
- Наративна експозиційна терапія[en] — створює письмовий звіт про травматичний досвід пацієнта або групи пацієнтів таким чином, щоб відновити їхню самоповагу та визнати їх цінність. Під такою назвою ця терапія вживається переважно з біженцями, у групових зустрічах.[14] Вона також є важливою частиною терапії когнітивної обробки[en] та умовно рекомендована Американською психологічною асоціацією для лікування посттравматичних стресових розладів.[14]
- Терапія тривалого впливу («ТТВ») – форма поведінкової терапії та когнітивно-поведінкової терапії, призначена для лікування посттравматичного стресового розладу, яка характеризується двома основними процедурами лікування – уявним впливом та життєвим впливом. Уявна експозиція — це повторюване «навмисне» пересказування пам'яті про травму. Життєва експозиція — це поступове зіткнення з ситуаціями, місцями та речами, які нагадують про травму або здаються небезпечними (попри те, що вони об'єктивно безпечні). Додаткові процедури включають обробку пам'яті про травму та перенавчання дихання. Американська психологічна асоціація наполегливо рекомендує «ТТВ» як психотерапію першої лінії при посттравматичному стресовому розладі.[15]

У 1997 році з появою сценарію «Віртуального В'єтнаму» дослідники почали експериментувати з терапією впливом віртуальної реальності (ТВР) у терапії посттравматичного стресового розладу. «Віртуальний В'єтнам» використовувався як ступенева експозиційна терапія для ветеранів В'єтнаму, які мають кваліфікаційні критерії посттравматичного стресового розладу. 50-річний кавказький чоловік був першим дослідженим ветераном. Попередні результати показали покращення після лікування за всіма параметрами посттравматичного стресового розладу та збереження досягнень після шестимісячного спостереження. Подальше відкрите клінічне випробування «Віртуального В'єтнаму» за участю 16 ветеранів показало зменшення симптомів посттравматичного стресового розладу.
Цей метод також випробували на кількох солдатах армії, які проходять військову службу, використовуючи занурення у комп'ютерне моделювання військових умов протягом шести сеансів. Симптоми посттравматичних стресових розладів, про які повідомляли ці солдати раніше, значно зменшилися після лікування. Експозиційна терапія виявилася багатообіцяльною у лікуванні супутнього ПТСР і зловживання психоактивними речовинами.

## Історія
Використання експозиції як способу терапії почалося у 1950-х роках, у той час, коли у західній клінічній практиці домінували психодинамічні погляди, а поведінкова терапія лише з'являлася. Південноафриканські психологи та психіатри вперше використали експозицію як спосіб зменшити патологічні страхи, такі як: фобії та проблеми, пов'язані з тривогою; і вони принесли свої методи в Англію у навчальній програмі лікарні Модслі.
Джозеф Вольпе (1915–1997) був одним із перших психіатрів, який зацікавився розглядом психіатричних проблем саме як проблем поведінки. Він шукав консультації з иншими поведінковими психологами, серед яких був Джеймс Ґ. Тейлор (1897–1973), який працював на факультеті психології Університету Кейптауна у Південній Африці. Попри те, що більша частина його робіт залишилася неопублікованою, Тейлор був першим відомим психологом, який використовував експозиційну терапію для лікування тривоги, включаючи методи ситуативного впливу з попередженням реакції — поширена техніка експозиційної терапії, яка все ще використовується. Починаючи з 1950-х років, було розроблено декілька видів експозиційної терапії, включаючи систематичну десенсибілізацію, імплозію, імплозивну терапію, терапію тривалого впливу, життєву експозиційну терапію, та уявну експозиційну терапію.

## Самосвідомість
Огляд 2015 року вказав на паралелі між експозиційною терапією та самосвідомістю, стверджуючи, що самосвідома медитація «нагадує ситуацію експозиції, тому що практикуючі [самосвідомість] повертаються до свого емоційного досвіду», що сприяє прийняттю тілесних і афективних реакцій, та утримуються від внутрішньої реакції на нього». Дослідження візуалізації показали, що експозиційна терапія впливає на вентромедіальну префронтальну кору, гіпокамп і мигдалеподібне тіло; дослідження візуалізації показали подібну активність у цих регіонах із тренуванням самосвідомості.

## «EMDR»
Десенсибілізація та повторна обробка рухів очей (англ. Eye movement desensitization and reprocessing, «EMDR») містить елемент експозиційної терапії (десенсибілізації), хоча твердження про те, чи ефективним цей метод чи ні, є суперечливим.

## Дослідження
Експозиційну терапію можна досліджувати у лабораторії за допомогою парадигм «вимирання» Павлова. Використовуючи гризунів, таких як щури або миші, для вивчення «вимирання» дозволяє досліджувати нейробіологічні механізми, а також тестувати фармакологічні добавки для покращення навчання «вимирання».